# ماريا كنيجفيتش
ماريا كنيجفيتش (بالصربية: Marija Knežević)‏ (29 ديسمبر 1963، بلغراد في صربيا)؛ كاتِبة وشاعرة صربية. درست في جامعة بلغراد.